# Distrikt Curpahuasi
Der Distrikt Curpahuasi liegt in der Provinz Grau in der Region Apurímac im zentralen Süden von Peru. Der Distrikt wurde am 24. November 1955 gegründet. Er besitzt eine Fläche von 310 km². Beim Zensus 2017 wurden 2043 Einwohner gezählt. Im Jahr 1993 lag die Einwohnerzahl bei 2657, im Jahr 2007 bei 2337. Die Distriktverwaltung befindet sich in der 3438 m hoch gelegenen Ortschaft Curpahuasi mit 429 Einwohnern (Stand 2017). Curpahuasi liegt 6 km nordöstlich der Provinzhauptstadt Chuquibambilla.

## Geographische Lage
Der Distrikt Curpahuasi liegt im Andenhochland im Nordwesten der Provinz Grau. Die Flüsse Río Curpahuasi und Río Vilcabamba begrenzen den Distrikt im Süden und im Südosten.
Der Distrikt Curpahuasi grenzt im Südwesten an den Distrikt Chuquibambilla, im Nordwesten an den Distrikt Lambrama (Provinz Abancay), im Nordosten an den Distrikt Mariscal Gamarra sowie im Südosten an die Distrikte Huayllati, Progreso, Curasco, Micaela Bastidas und Vilcabamba.